# 午街铺镇
午街铺镇，是中华人民共和国云南省红河哈尼族彝族自治州泸西县下辖的一个乡镇级行政单位。

## 行政区划
午街铺镇下辖以下地区：
河外村、大水塘村、雨洒村、普泽村、绿峨村、喷泉村、果吉村、山林村、凤午村、水塘村和林树村。